# رولاین رونر فن دریل
رولاین رونر فن دریل (انگلیسی: Roline Repelaer van Driel; ۲۸ ژوئیهٔ ۱۹۸۴ – ) قایقران روئینگ اهل پادشاهی هلند بود.
وی در مسابقات کشوری و بین‌المللی در مجموع برندهٔ ۲ مدال نقره، ۱ مدال برنز شده‌است.